# Kráľov Brod
Kráľov Brod (em húngaro: Királyrév) é um município da Eslováquia, situado no distrito de Galanta, na região de Trnava. Tem 14,73 km² de área e sua população em 2018 foi estimada em 1.722 habitantes.

## Demografia
| Ano:        | 1994 | 2004   | 2014   | 2024   |
| ----------- | ---- | ------ | ------ | ------ |
| Broj ljudi: | 1169 | 1167   | 1122   | 1059   |
| Razlika:    |      | -0,17% | -3,85% | -5,61% |

| Ano:               | 2023 | 2024   |
| ------------------ | ---- | ------ |
| Número de pessoas: | 1066 | 1059   |
| Diferença:         |      | -0,65% |